# Down in the River to Pray
"Down in the River to Pray", även känd som "Down to the River to Pray", "Down in the Valley to Pray", "The Good Old Way" och "Come, Let Us All Go Down" är en traditionell amerikansk sång som ofta beskrivits som en kristen folkvisa, en afroamerikansk andlig sång och en gospelsång. År 2000 blev den populär sedan Alison Krauss spelade in den som filmmusik till O Brother, Where Art Thou?.
Ursprunget är okänt, enligt studier kan den ha komponerats av en afroamerikansk slav.

## Text och versioner
Den tidigaste kända versionen publicerades 1867 i Slave Songs of the United States. Sången (#104) anges där vara skriven av "Mr. G. H. Allan" i Nashville, Tennessee, som troligen dock sammanställt sången, inte skrivit den.
Enligt vissa källor skall sången ha publicerats 1835 i The Southern Harmony and Musical Companion, cirka 30 år innan man började samla och publicera afroamerikanska andliga sånger under rekonstruktionstiden. Faktum är att det finns en sång vid namn "The Good Old Way" i Southern Harmony Hymnal. Den härstammar dock från Manxfolket och har annan melodi och text.
En annan version, vid namn "Come, Let Us All Go Down", publicerades 1880 i The Story of the Jubilee Singers; With Their Songs, en bok om Fisk Jubilee Singers. Även denna variant handlar om en dal ("valley") snarare än en flod ("river").
I vissa varianter har "in the river" ersatts av "to the river." Varianten "in the river" har dock haft betydelse då sången använts vid utomhusdop i floder (som i filmen O Brother, Where Art Thou?).
Besökare vid National Museum of the American Indian i Washington, DC skall ha hört en Hupasång spelas där med samma melodi "Down in the River to Pray". Vissa menar att delar av melodin och texten snarare kommer från en typisk amerikansk indiansång och inte från en gospelsång eller andlig sång.

## Inspelningar
- 1927: Price Family Sacred Singers (Okeh 40796)[8]
- 1929: Delta Big Four från Screamin' and Hollerin' the Blues: The Worlds of Charley Patton (Gennett Records)
- 1940: Lead Belly från Let It Shine On Me -- The Library Of Congress Recordings, V. 3 (New Rounder)[9]
- 1966: Doc Watson från Home Again (Vanguard Records)
- 2000: Alison Krauss från O Brother, Where Art Thou? (Lost Highway/Mercury)
- 2002: Alison Krauss från Live (Rounder)
- 2003: Doc Watson, Ricky Skaggs och Alison Krauss från The Three Pickers (Rounder / Umgd)
- 2005: The King's Singers från Six (Signum UK)
- 2005: Jill Johnson från The Christmas in You (Lionheart Records)[10]
- 2009: Mormon Tabernacle Choir från Come Thou Fount of Every Blessing: American Folk Hymns & Spirituals (Mormon Tabernacle Choir)
- 2012: Sonya Isaacs från Hymns from the Old Country Church (Spring Hill Music Group)

### Fotnoter
1. 1 2 3  "Let's Go Down in the River to Pray" Arkiverad 9 september 2014 hämtat från the Wayback Machine., Martin Barillas, SperoNews, 13 april 2011
2. 1 2  Slave Songs of the United States på Internet Archive
3. ↑  "Down to the River to Pray history?" at ChoralNet
4. ↑  "The Good Old Way" Arkiverad 24 september 2015 hämtat från the Wayback Machine., Southern Harmony Online
5. ↑  "The Good Old Way / Sweet Hope of Glory", Mainly Norfolk: English Folk and Other Good Music
6. ↑  "Come, Let Us All Go Down" Arkiverad 2 oktober 2013 hämtat från the Wayback Machine. in The Story of the Jubilee Singers; With Their Songs, NIU Libraries Digitization Projects
7. ↑  "Down to the River to Pray", Musical Perceptions, 8 juli 2004. (Notera: En Googlesökning på "who wrote Down in the River to Pray" leder till flera påståenden om att det skulle vara en indiansång, men de källor som behövs för påstående saknas..)
8. ↑  Okeh 40000 series numerical listing pt. 2 på Online Discographical Project
9. ↑  "Down in the valley to pray" på Library of Congress
10. ↑  ”The Christmas in You”. Svensk mediedatabas. 11 augusti 2005. Arkiverad från originalet den 9 september 2014. https://web.archive.org/web/20140909031243/http://smdb.kb.se/catalog/id/002016286. Läst 9 september 2014.